# Zbrodnia z nienawiści
Zbrodnia z nienawiści (ang. hate crime) lub przestępstwo motywowane uprzedzeniami (ang. bias-motivated crime, bias crime) – w amerykańskim i kanadyjskim prawie - akt przemocy werbalnej (zob.: mowa nienawiści) lub fizycznej, wynikający z antyspołecznych uprzedzeń, przejawianych względem danych grup społecznych. Może wiązać się z dyskryminacją ze względu na: płeć (lub tożsamość psychoseksualną), rasę, religię, orientację seksualną, niepełnosprawność, bezdomność, pochodzenie etniczne, narodowość, wiek, przekonania polityczne lub filozoficzne.

## Historia pojęcia
W amerykańskim systemie prawnym pojęcie stosowane od końca lat 60. XX wieku w odniesieniu do grupy przestępstw o podłożu rasowym i religijnym, na które zaostrzono wówczas kary w Stanach Zjednoczonych. Pojęcie używane jest także przez organizacje zajmujące się obroną praw człowieka (m.in. Open Society Institute, Amnesty International, Human Rights Watch).

## Ofiary zbrodni nienawiści
Zbrodnie nienawiści przejawiają się poprzez przemoc wobec jednostek: o odmiennej orientacji seksualnej (spowodowana np. homofobią), niepełnosprawnych (w szczególności upośledzonych umysłowo), o odmiennej narodowości, o odmiennych wierzeniach religijnych. Do przestępstw z nienawiści należą między innymi akty wandalizmu, morderstwa, pobicia, obelgi słowne i pisemne, zastraszanie.
W Stanach Zjednoczonych nienawiść na tle rasowym jest najczęściej występującym motywem zbrodni nienawiści. W 2011 roku FBI zanotowało 7254 zbrodnie nienawiści na terenie USA, z których 2619 było motywowanych rasizmem wobec rasy czarnej, a 593 – wobec białej.